# Партинцы
Партинцы (укр. Партинці) — село в Староконстантиновском районе Хмельницкой области Украины.
Население по переписи 2001 года составляло 133 человека. Почтовый индекс — 31114. Телефонный код — 3854. Занимает площадь 0,467 км². Код КОАТУУ — 6824289104.

## Местный совет
31115, Хмельницкая обл., Староконстантиновский р-н, с. Губча